# Necropoli di Su Murrone
La necropoli di Su Murrone è un sito archeologico ubicato ai piedi del monte Cucullai, nella regione storica dell'Anglona, Sardegna settentrionale. Fa parte del territorio di Chiaramonti, città metropolitana di Sassari, da cui dista circa otto chilometri.
L'ipogeo è aperto su un bancone di trachite tufacea ed è composta da un'anticella ellissoidale con soffitto spiovente verso l'ingresso, e da una cella da cui si aprono 5 ambienti.

## Indagini e studi
Dell’intero complesso monumentale al momento sono state esplorate 4 domus.
Il complesso è stato frequantato in diverse epoche.
Dalle indagini di scavo, del 1998-99 a cura di Giuseppe Pitzalis, la necropoli è stata ascritta al Neolitico finale (3200 a.C., cultura di San Michele), con successivo riutilizzo nell'età del rame (cultura del vaso campaniforme), nel Bronzo antico (cultura di Bonnanaro) e in epoca romana.

## Elementi decorativi-cultuali
La tomba è caratterizzata dalla presenza di tracce di colore rosso sulle pareti e dal soffitto nel quale, scolpito in rilievo, è rappresentato un tetto a doppio spiovente completo di trave principale e 28 travetti perpendicolari ad essa.
Fra gli altri motivi ornamentali, costituiti da cornici e lesene, spicca una coppia di protomi taurine riprodotte in rilievo sulle pareti della camera centrale, a simboleggiare il dio Toro o della fertilità.

## Galleria d'immagini

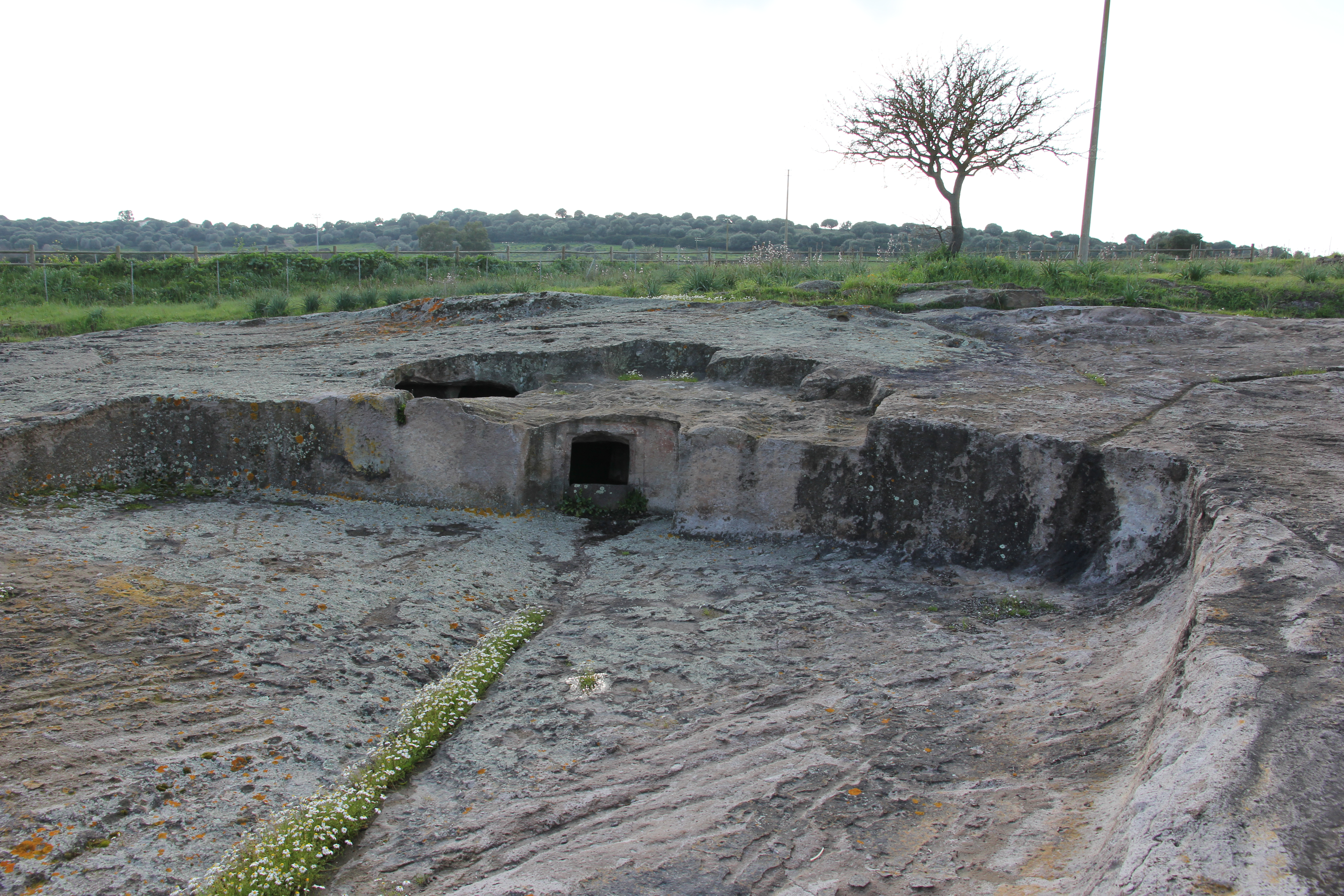
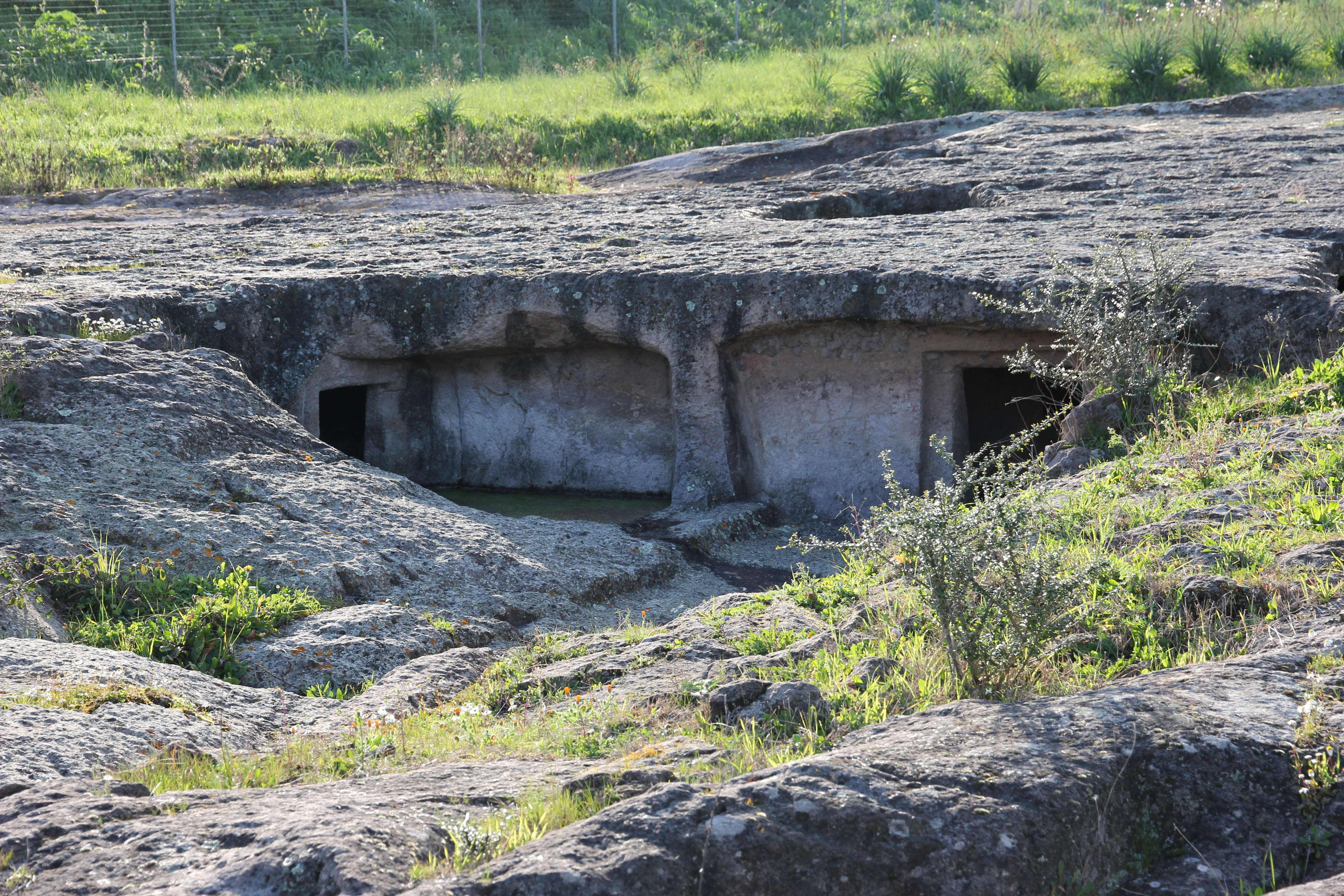
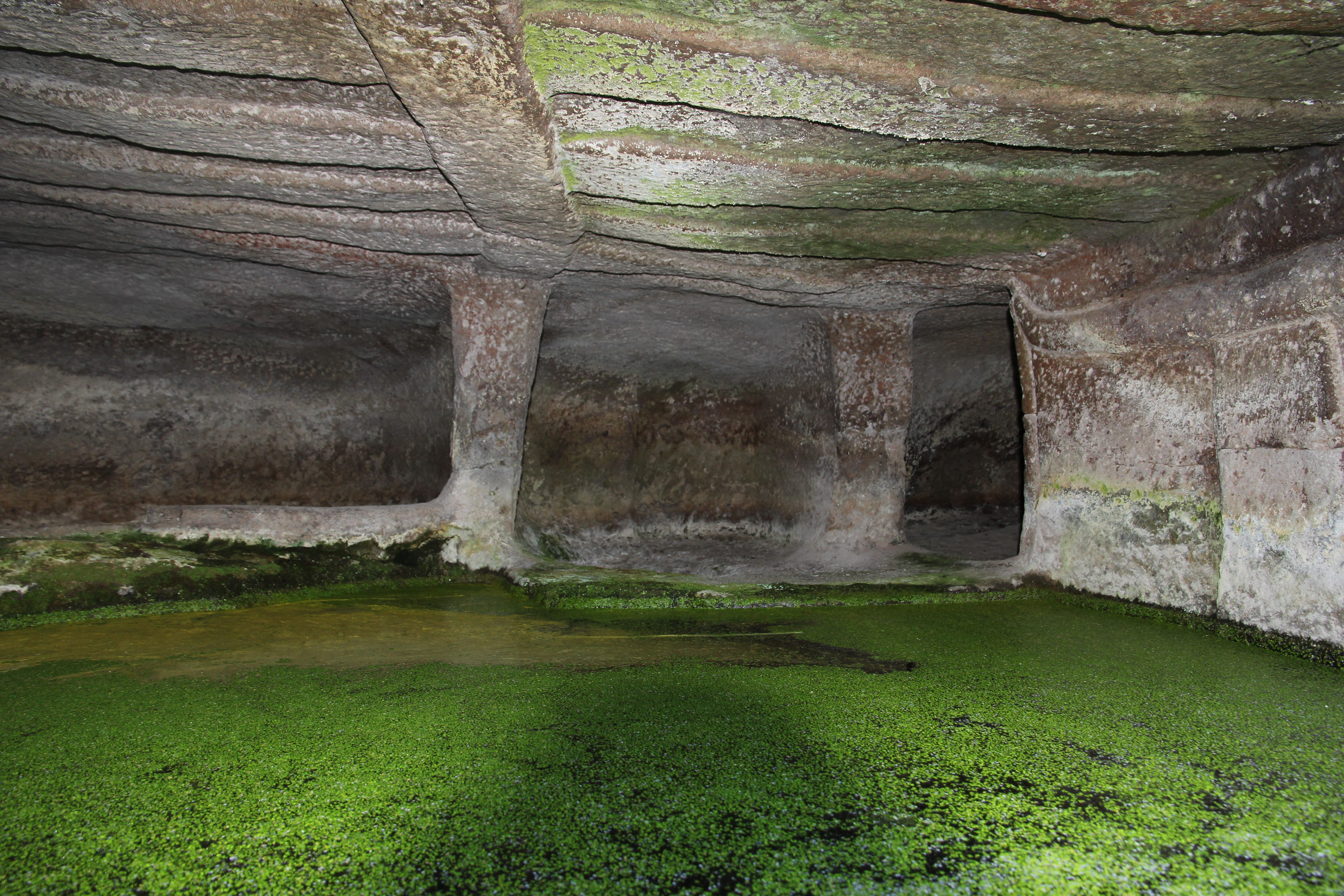
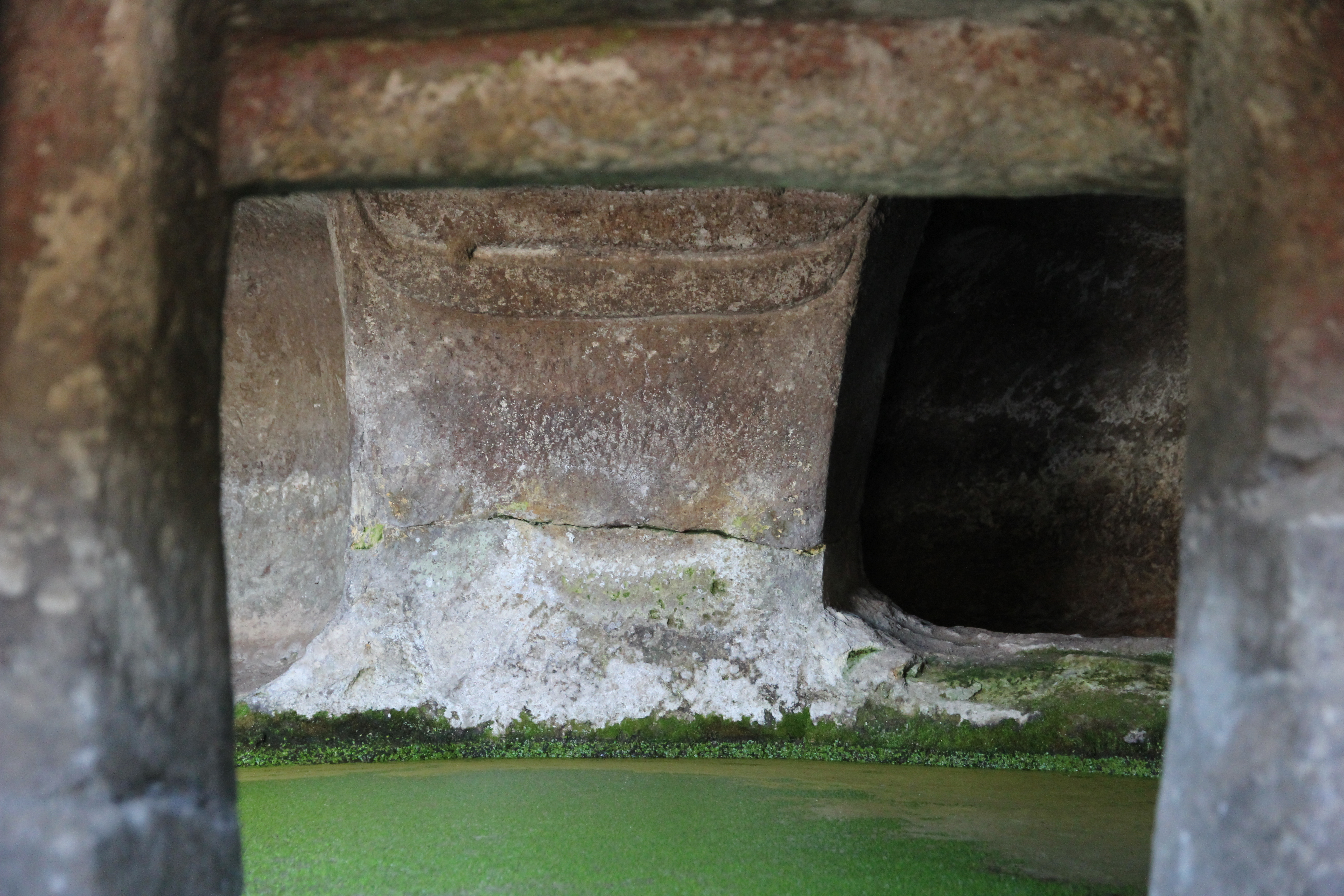